# Jean-Baptiste Cros
Pour les articles homonymes, voir Cros.
Pas d'image ? Cliquez ici

a Compétitions nationales et continentales officielles uniquement.

Dernière mise à jour le 4 juillet 2022.
Jean-Baptiste Cros, né le 12 janvier 1986 à Valence, est un joueur français de rugby à XV qui évolue aux postes de troisième ligne centre et de troisième ligne aile.

## Biographie
Natif de Valence, Jean-Baptiste Cros commence la pratique du rugby à XV à l'âge de 11 ans. Il évolue tout d'abord au club de la ville de Grane ainsi qu'à celui de La Voulte sportif, avant de rejoindre le club professionnel de l'AS Béziers.
Il joue son premier match professionnel sous le maillot de l'US Dax lors de la saison 2006-2007 de Pro D2. Alors que le club landais a entre-temps accédé au Top 14, il dispute quelques rencontres de Challenge européen pendant la saison 2008-2009.
Il rejoint ensuite le CA Lannemezan pour la saison 2009-2010, tout juste promu en Pro D2. Une blessure au genou à la mi-saison l'éloigne des terrains pour le reste de la compétition.
Après cette saison, il s'engage avec le CA Périgueux en Fédérale 1,. Dès sa première année, il décroche avec le CAP l'accession en Pro D2 en atteignant la finale du championnat. Malgré la relégation après une seule saison en division professionnelle, Cros choisit de reste au club.
Entre temps, il joue à plusieurs reprises sous le maillot de l'équipe de France fédérale,.
À la suite de la relégation administrative du CA Périgueux à l'intersaison 2015, il rejoint le RC bassin d'Arcachon, alors en Fédérale 2,. Il prendra le rôle de capitaine de l'équipe girondine. Le RCBA accède à la Fédérale 1 à partir de la saison 2017-2018. Après une saison 2021-2022 conclue par une promotion en Nationale 2, Cros quitte le club.

## Palmarès
- Championnat de France de 1re division fédérale :
  - Vice-champion : 2011 avec le CA Périgueux.